# The Sky Spider
Pour plus de détails, voir Fiche technique et Distribution.
The Sky Spider est un film américain réalisé par Richard Thorpe, sorti en 1931.

## Synopsis
Glenn Morgan revient du Mexique en compagnie de ses deux frères, Buddy et Jim, et d'un ami, Hugh Jeffries. Jeffries est très intéressé par le travail des Morgan sur un avion d'interception très rapide. Jim, l'aîné, est amoureux de Barbara Hawton, la fille de son patron le Colonel Hawton. Alors que Glenn est lui aussi amoureux d'elle, il feint l'indifférence pour ne pas gêner son frère. Juste avant de décoller avec un chargement de courrier, Jim propose à Barbara de l'épouser, mais elle repousse gentiment sa demande. Après son décollage, il est poursuivi par Jeffries, qui abat son avion et vole le courrier. Son corps n'ayant pas été retrouvé dans les débris de l'avion, Glenn est persuadé qu'il a été assassiné. Jeffries fait courir la rumeur que Jim se serait enfui avec le courrier, cela rend Glenn soupçonneux et il repart au Mexique pour enquêter sur le passé de Jeffries. Pendant ce temps, Jim a été recueilli par un vieux chercheur d'or. Lorsque Jeffries apprend que Jim est toujours en vie, il envoie un de ses acolytes bombarder la cabane du prospecteur, mais Jim et son sauveur arrivent à se réfugier dans la mine. Glenn est revenu du Mexique sans preuve contre Jeffries, alors il décide de lui tendre un piège. Buddy fait croire à Jeffries qu'il va transporter beaucoup d'argent lors de son prochain vol, et Glenn les suit avec le nouvel avion. Après avoir abattu Jeffries, il atterrit et retrouve Jim. Glenn demande en mariage Barbara, qui accepte, et Jim demande à être son témoin. 

## Fiche technique
- Titre original : The Sky Spider
- Réalisation : Richard Thorpe
- Scénario : Grace Norton
- Photographie : Jules Cronjager
- Son : Earl Crain Sr.
- Montage : Viola Roehl
- Production : Ralph M. Like
- Société de production : Mayfair Pictures Corporation[1], Action Pictures Inc.[2],[3]
- Société de distribution : Action Pictures Inc.
- Pays d'origine :  États-Unis
- Langue originale : anglais
- Format : noir et blanc — 35 mm — 1,37:1 — son Mono
- Genre : Film d'action
- Durée : 69 minutes
- Date de sortie :
  - États-Unis : 23 juin 1931 (première)

## Distribution
- Glenn Tryon : Glenn Morgan
- Beryl Mercer : Mme Morgan, sa mère
- Blanche Mehaffey : Barbara Hawton
- Pat O'Malley : Jim Morgan
- John Trent : Buddy Morgan
- Philo McCullough : Hugh Jeffries
- Jay Hunt : le chercheur d'or
- Joseph W. Girard : Colonel Hawton
- George Chesebro : Marsh